# All Aboard the Blue Train
All Aboard the Blue Train – czternasty album muzyka country Johnny’ego Casha. Pierwszy raz został wydany 15 listopada 1962, drugi raz – w 2003 przez wytwórnię Varese Sarabande (z sześcioma dodatkowymi piosenkami).

## Lista utworów
| 1.  | "There You Go" (Cash)                               | 2:19  |
|     |                                                     |       |
| 2.  | "So Doggone Lonesome" (Cash)                        | 2:44  |
|     |                                                     |       |
| 3.  | "Wreck of the Old '97" (Blake, Cash, Johnson)       | 1:48  |
|     |                                                     |       |
| 4.  | "Give My Love to Rose" (Cash)                       | 2:46  |
|     |                                                     |       |
| 5.  | "Folsom Prison Blues" (Cash)                        | 2:51  |
|     |                                                     |       |
| 6.  | "Blue Train" (Smith)                                | 2:03  |
|     |                                                     |       |
| 7.  | "Hey Porter" (Cash)                                 | 2:15  |
|     |                                                     |       |
| 8.  | "Come in Stranger" (Cash)                           | 1:43  |
|     |                                                     |       |
| 9.  | "Goodbye Little Darlin' Goodbye" (Autry, Marvin)    | 2:15  |
|     |                                                     |       |
| 10. | "Rock Island Line" (Leadbelly)                      | 2:13  |
|     |                                                     |       |
| 11. | "Train of Love" (Cash)                              | 2:24  |
|     |                                                     |       |
| 12. | "(I Heard That) Lonesome Whistle" (Davis, Williams) | 2:26  |
|     |                                                     |       |
|     |                                                     | 27:47 |
|     |                                                     |       |

### Bonusowe piosenki
| 1. | "Train of Love" (Cash)                         | 2:38  |
|    |                                                |       |
| 2. | "Give My Love to Rose" (Cash)                  | 2:54  |
|    |                                                |       |
| 3. | "Hey Porter" (Cash)                            | 2:13  |
|    |                                                |       |
| 4. | "Leave That Junk Alone" (Cash)                 | 1:31  |
|    |                                                |       |
| 5. | "You're My Baby (Little Woolly Booger)" (Cash) | 1:31  |
|    |                                                |       |
| 6. | "Brakeman's Blues" (Rodgers)                   | 1:18  |
|    |                                                |       |
|    |                                                | 12:05 |
|    |                                                |       |

## Twórcy
- Johnny Cash – główny wykonawca, gitara, wokal
- Al Casey – gitara

Dodatkowi twórcy
- Sam Phillips – producent
- Jack Clement – producent
- Cary E. Mansfield – producent drugiego wydania
- Bill Dahl – zapis nutowy, producent drugiego wydania
- Bill Pitzonka – kierownictwo artystyczne, projekt
- Dan Hersch